# Stadtpark Treuenbrietzen

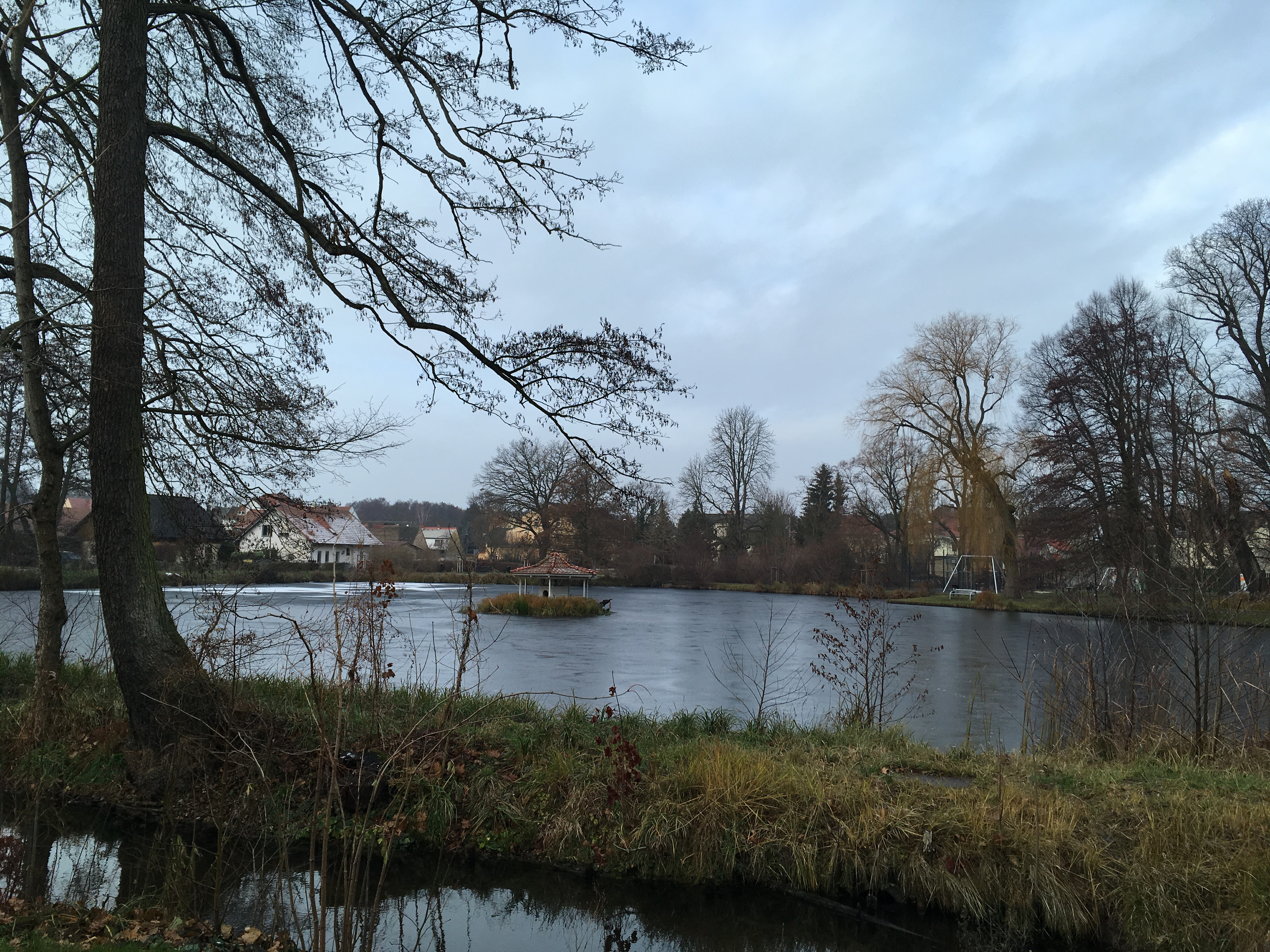
Schwanenteich im Stadtpark Treuenbrietzen

Der Stadtpark ist eine denkmalgeschützte Grünanlage in Treuenbrietzen, einer Stadt im Landkreis Potsdam-Mittelmark im Land Brandenburg.

## Lage
Der Park liegt im südlichen Ring außerhalb der historischen Stadtmauer Treuenbrietzens. Er wird im Nordwesten von der Bundesstraße 2 sowie durch die sich daran nach Süden anschließende Wohnbebauung begrenzt. Die Parkstraße zweigt von der B 2 nach Südwesten ab, überquert die Nieplitz und stellt so die südwestliche Grenze dar. Südlich ist ein Fußweg entlang des Parkstadions, der in Teilen parallel zum südlich gelegenen Nordwalder Ring verläuft. Im Osten wird die Fläche durch die Jüterboger Straße begrenzt, die in Nord-Süd-Richtung in das Stadtzentrum führt.

## Geschichte

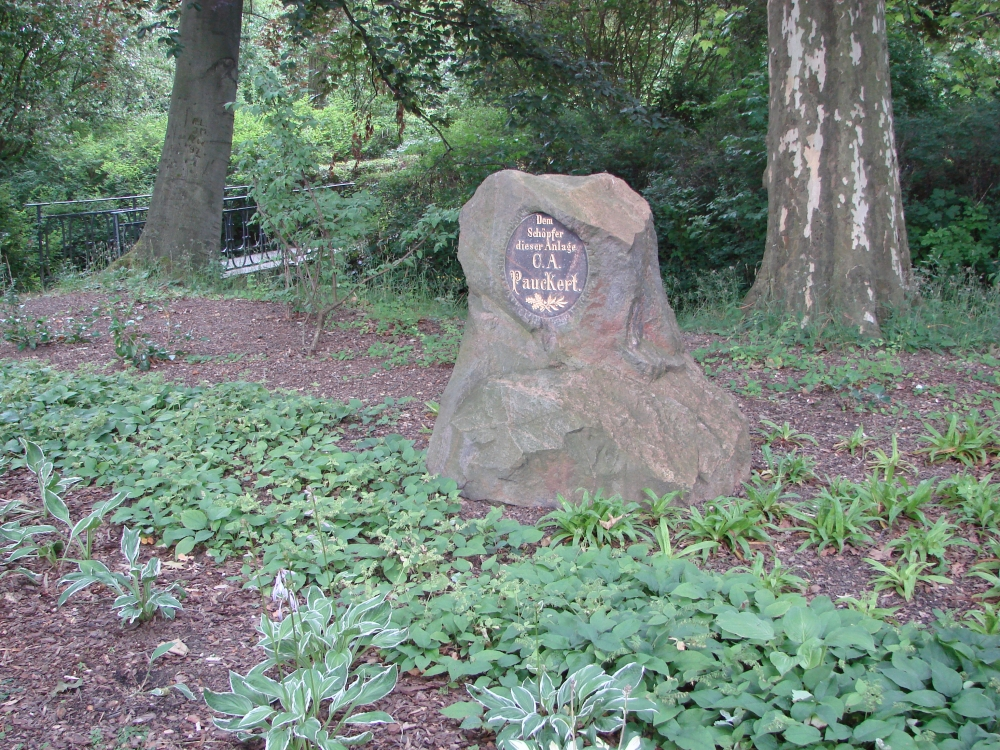
Gedenkstein für C. A. Pauckert im Park

Die Parkanlage geht auf eine Initiative von Carl August Pauckert zurück. Der Sohn eines Schneidermeisters wurde am 6. Dezember 1814 in der Stadt geboren. Nach seiner Ausbildung zum Apotheker übernahm er die Adlerapotheke und wurde Mitglied der Stadtverordnetenversammlung. Neben diesen Tätigkeiten galt seine Leidenschaft der Botanik; nebenberuflich erforschte er die Flora seiner Region. Er gestaltete die historischen Wallanlagen der Stadt (im 21. Jahrhundert der Pauckert-Ring) und ließ einen Park anlegen. 1880 wurde er zum Ehrenbürger ernannt. Pauckert starb am 28. Juni 1885 in Treuenbrietzen. Zu seiner Erinnerung stellte die Stadt zu seinem 20. Todestag einen Gedenkstein im Park auf. Im Dezember 2004 ersetzten Handwerker zwei zuvor abgetragene Obelisken, die für die sowjetischen Opfer aufgestellt worden waren. An ihre Stelle kamen zwei je 10 Tonnen schwere Granitblöcke. Im Herbst 2018 begann die Stadt mit einer umfassenden Sanierung des Parks. Unter der Leitung des Bad Belziger Landschaftsarchitekten Gunnar Lange werden bis 2019 die Gedenkstätten sowie die Denkmäler im Park saniert. Die Kosten sollen sich auf 525.000 Euro belaufen; 165.000 für den Ehrenhain sowie 357.000 Euro für die Parkflächen um die Badeanstalt.

## Aufbau

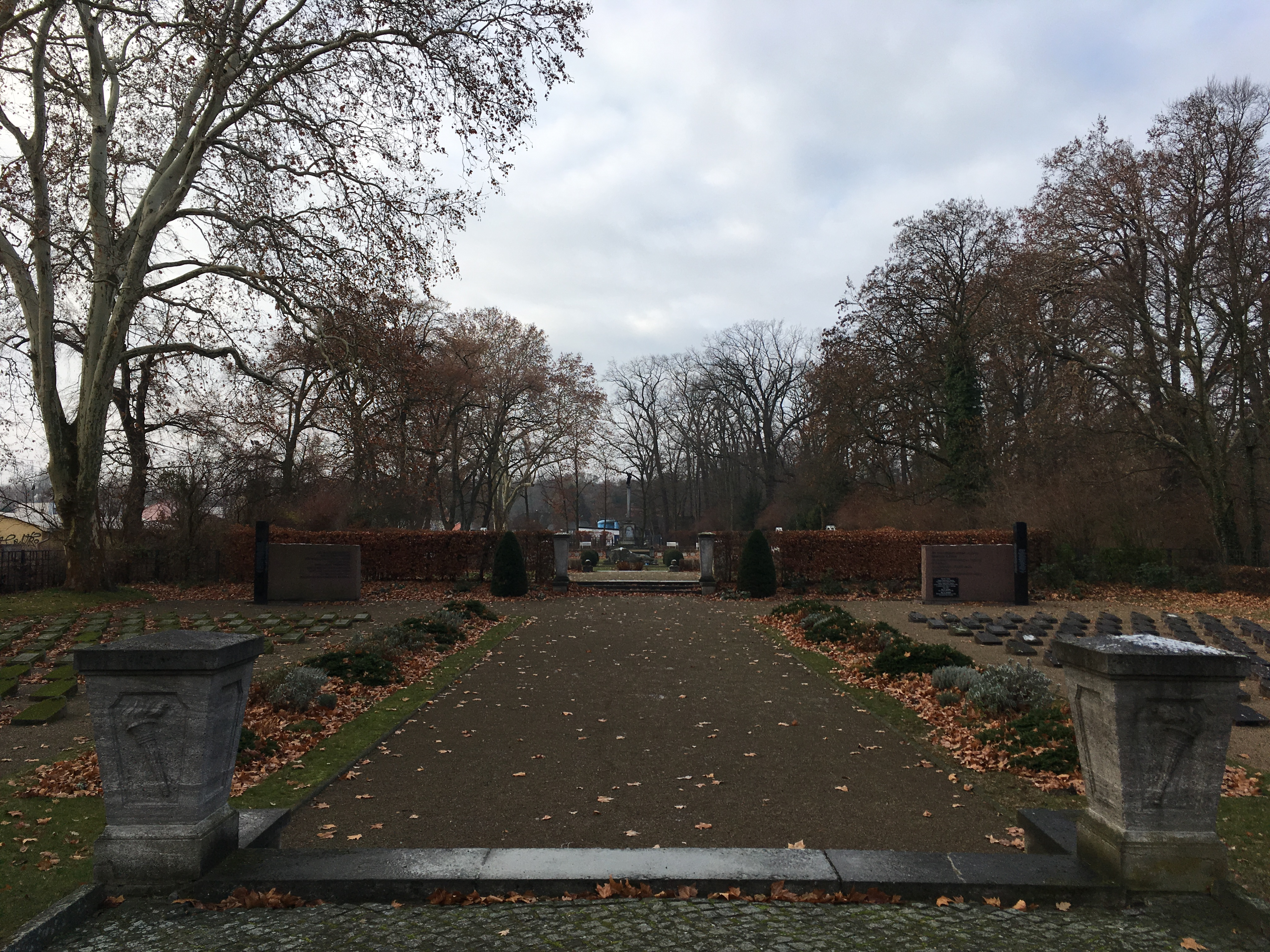
Ehrenhain

### Ehrenhain
Im südwestlichen Bereich des Parks und dort nördlich des Parkstadions befindet sich mit dem Triftfriedhof ein Ehrenhain. Dort gedenkt die Stadt der Opfer des Deutsch-Französischen sowie des Ersten und Zweiten Weltkrieges. Der Hain kann von der Jüterboger Straße aus betreten werden. Dort erinnert ein erstes Feld an die Gefallenen der Roten Armee. Neben den Namen der Opfer ist auf einem Granitblock die Inschrift zu lesen: 

„Der Ruhm der Helden / die in den Kämpfen / für die sozialistische Heimat / gefallen sind, / wird nicht verblassen / und über die Jahrhunderte / wird ihr Heldentum leben / in den Herzen von / Millionen werktätigen Massen.“. 

Ein weiteres durch eine Hecke getrenntes Feld mit einem weißen Obelisken erinnert an die deutschen Opfer des Zweiten Weltkriegs. Daran schließt sich nach Westen ein rechteckiges Feld an, das den Opfern aus dem Deutsch-Französischen-Krieg sowie über 160 Opfern aus dem Ersten Weltkrieg gewidmet ist. Es besteht neben den Grabplatten aus einem steinernen Löwen in der Mitte des Hains sowie einer Statue im westlichen Bereich, auf der die Siegesgöttin Victoria steht.

### Weiteres
Außerhalb des Ehrenhains, aber noch südlich der Nieplitz, erinnert im westlichen Bereich ein Denkmal an den deutschen Komponisten und Pianisten Friedrich Heinrich Himmel, der am 20. November 1765 in der Stadt geboren wurde. Nördlich der Nieplitz weist ein kleiner Findling darauf hin, dass sich hier einst ein Jüdischer Friedhof befand. Östlich hiervon erinnert ein Findling an Pauckert.
Im Osten befindet sich mit dem Schwanenteich das einzige Gewässer des Parks. Westlich des Teichs zweigt die Nieplitz nach Norden und Osten ab und umspannt so den historischen Ortskern. Im Südwesten ist ein Freibad.